# Bibbie carolinge
Le Bibbie carolinge sono gli esemplari della Bibbia prodotti durante il regno e poi l’impero di Carlo Magno (768-814). Al suo nome è legata infatti la cosiddetta Rinascita carolingia, che comportò importanti riforme anche in ambito culturale. Tra queste vi fu la promozione di un processo di revisione della Vulgata, ossia la versione latina del testo biblico approntata da Girolamo, il cui testo era ormai viziato da secoli di errori e varianti accumulatisi nelle copie manoscritte.
Non sembra tuttavia che Carlo Magno abbia mai dato ordine di procurare un unico testo rivisto della Bibbia latina
Nell’Admonitio Generalis del 789, infatti, si legge solo questa indicazione:
(Carlo Magno, Admonitio Generalis)
Non si trattava, quindi, di una competizione tra centri intellettuali al fine di giungere ad una sola versione della Bibbia (da adottare poi nel resto del regno), ma di una esortazione generale a correggere i testi che possedevano nelle proprie biblioteche. Solamente Alcuino di York parla di un precetto rivoltogli personalmente dall'imperatore per la correzione sia dell’Antico Testamento che del Nuovo Testamento.
L’indicazione fu recepita da alcuni tra gli intellettuali dell'epoca, legati ai centri culturali tra i più vivaci del tempo: Orléans, presso il monastero di Micy; Tours, presso il monastero di S. Martino e Corbie, presso il monastero di S. Pietro.

## La Bibbia di Teodulfo di Orléans
Teodulfo (760-821) fu abate di Fleury e poi vescovo di Orléans tra il 781 ed il 794. Le cosiddette ‘Bibbie di Teodulfo’ vennero prodotte nello scriptorium del monastero di Micy tra il 798 e l'818.
Le Bibbie di Teodulfo, come molte altre bibbie carolinge, sono esemplari di pandette, ossia codici contenenti i testi dell’Antico Testamento e del Nuovo Testamento in un singolo volume o talora in due volumi.
Le Bibbie di Teodulfo si contraddistinguono per l’opera estensiva di revisione della correttezza della sintassi ed ortografia nel testo biblico ma soprattutto per la consultazione di diverse traduzioni latine del testo in circolazione oltre alla Vulgata di Girolamo e, nel caso della Bibbia di Saint-Germain, perfino del testo ebraico,  per garantire l’accuratezza del testo finale.
Quando due versioni del testo biblico appaiono discordi in diversi manoscritti, Teodulfo non si limita a sostituire il testo con la versione ritenuta più corretta tra quelle consultate, ma fornisce al lettore anche le varianti alternative e le indicazioni della fonte utilizzata nella selezione di tale testo, per esempio la lettera "a" che si può trovare a margine delle Bibbie è un'abbreviazione del nome Albinus con cui veniva chiamato Alcuino e fa riferimento alla consultazione di una Bibbia prodotta a Tours secondo le indicazioni di Alcuino, mentre la lettera “s” fa riferimento al termine spanus usato per indicare la consultazione di alcuni testi latini di origine spagnola.
Con la sua opera di revisione Teodulfo si proponeva di riscoprire l’Hebraica Veritas. Questa espressione, che risale a Girolamo, indica la scelta di basarsi sul testo ebraico invece che su quello greco, con lo scopo di discernere il significato autentico della Bibbia.
Le Bibbie di Teodulfo sembrano essere state create con l’intenzione di facilitare la consultazione, sono infatti edizioni compatte della Bibbia (c. 330x240mm), e decisamente non monumentali come quelle prodotte nello scriptorium di Tours:  il testo viene distribuito in tre colonne nelle Bibbia del monastero di St Hubert e la Bibbia della cattedrale di Le Puy di circa 61 o 62 righe, ed in due colonne in tutti gli altri esemplari superstiti, viene utilizzata la minuscola carolina e ogni Bibbia presenta una tabella in cui vengono indicati i capitoli in numeri romani
Si riconoscono anche per la semplicità del layout e la mancanza di decorazioni, anche l’esemplare di ricca manifattura conservato a Le Puy con i salmi scritti in argento su pergamena color porpora non presenta miniature forse anche per via delle tendenze iconoclaste dell’autore. (Marsden and Matter, 2012: 84,329, 356).
Teodulfo nelle sue Bibbie respinge gli Apocrifi, ma include il libro di Baruc, che era escluso dalle Bibbie di Alcuino di York. Questo libro viene posto dopo il libro di Geremia, come nei manoscritti spagnoli.
I libri biblici erano divisi in sei sezioni, secondo l’ordine prestabilito delle Bibbie spagnole descritto da Isidoro di Siviglia nelle sue Etymologiae.
Le Bibbie di Teodulfo non conobbero la stessa fortuna di quelle di Alcuino. Un fattore che contribuì alla scarsa diffusione del suo lavoro fu la damnatio memoriae, di cui egli fu oggetto dopo la sua morte.